# Psammophorura gedanica
Psammophorura gedanica är en urinsektsart som beskrevs av ?E. Thibaud och Wanda M. Weiner 1994. Psammophorura gedanica ingår i släktet Psammophorura, och familjen blekhoppstjärtar. Arten är reproducerande i Sverige.